# Dieciocho de Marzo, Delstaten Mexiko
Dieciocho de Marzo är en ort i Mexiko.   Den ligger i kommunen Tlatlaya och delstaten Mexiko, i den södra delen av landet, 140 km sydväst om huvudstaden Mexico City. Dieciocho de Marzo ligger 1 555 meter över havet och antalet invånare är 207.
Terrängen runt Dieciocho de Marzo är kuperad norrut, men söderut är den bergig. Runt Dieciocho de Marzo är det ganska tätbefolkat, med 60 invånare per kvadratkilometer. Närmaste större samhälle är Amatepec, 3,3 km nordost om Dieciocho de Marzo. I omgivningarna runt Dieciocho de Marzo växer huvudsakligen savannskog.